# آرثر إل. كونغور
آرثر إل. كونغور (بالإنجليزية: Arthur L. Conger)‏ هو عسكري أمريكي، ولد في 30 يناير 1872 في آكرون في الولايات المتحدة، وتوفي في 22 فبراير 1951 في باسادينا في الولايات المتحدة.